# Station Gliwice Lokomotywownia
Station Gliwice Lokomotywownia is een spoorwegstation in de Poolse plaats Gliwice.